# Glyptothek München
De Glyptothek München is een museum voor antieke Griekse en Romeinse beelden, dat is gelegen in het Kunstareal van de Beierse hoofdstad München.
Glyptotheek is zowel de benaming voor het gebouw als voor de verzameling antieke beeldhouwwerken.

## Het gebouw

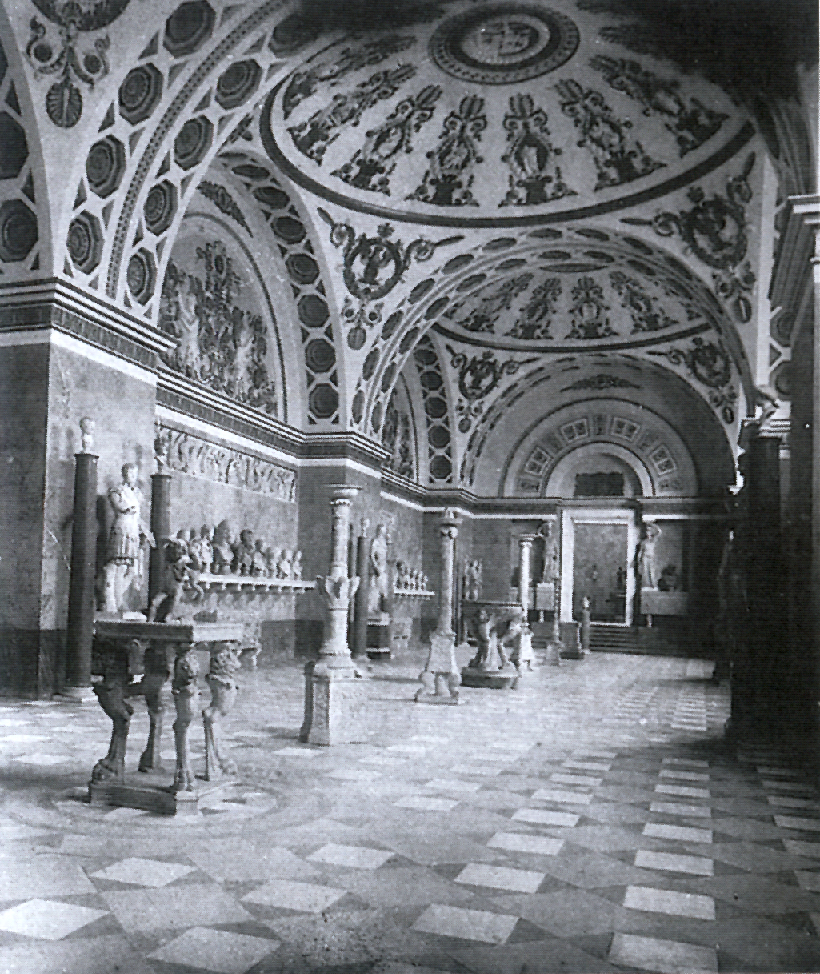
Interieur rond 1900

De Glyptothek werd in opdracht van kroonprins Lodewijk, de latere koning Lodewijk I, aan de Königsplatz gebouwd naar een ontwerp van de neoclassicistische architect Leo von Klenze en werd in 1830 voor het publiek geopend.
De dertien rechthoekige, vierkante of ronde zalen liggen rond een binnenplein geordend; de centrale hal steekt boven de zalen uit. Voor de centrale hal bevindt zich het voorportaal met twaalf Ionische zuilen. De zich daarboven bevindende timpaangroep van Johann Martin von Wagner stelt Pallas Athena voor als beschermster der schone kunsten. De buitenwanden zijn versierd met, in nissen staande, beelden. Ramen bevinden zich slechts aan de zijde van het binnenplein. De sculptures stellen mythische of historische kunstenaars voor, aan de kant van het gebouw aan de Königsplatz zijn het Daedalus, Prometheus, Hadrianus, Perikles, Phidias en Hephaistos. Aan de westelijke en oostelijke zijde van het gebouw zijn het beeldhouwers tijdens de Renaissance en het ontstaan van de Glyptothek (zoals Bertel Thorvaldsen en Antonio Canova). Het werk van de laatsten werd vroeger in de zaal der nieuwelingen tentoongesteld, maar is later overgebracht naar de Neue Pinakothek.
Na de verwoesting gedurende de Tweede Wereldoorlog volgde in 1972 de heropening. De latere museumdirecteur Dieter Ohly (directie van 1962 tot 1978) gaf bij de wederopbouw van de Glyptothek op doorslaggevende wijze leiding.
Vanaf oktober 2018 was de Glyptothek gesloten wegens renovatiewerkzaamheden. De heropening vond plaats op 26 maart 2021.

## De collectie
De Glyptothek bezit beeldhouwwerken, mozaïeken en reliëfs van de Archaïsche (ca. 650 v.Chr.) tot de laat-Romeinse periode (ca. 550 n. Chr). De collectie gaat terug tot koning Lodewijk I van Beieren, die, reeds als kroonprins, sinds 1804 begon met het systematisch verwerven van antieke beelden.

### Archaïsche periode(700-490 v.Chr.)

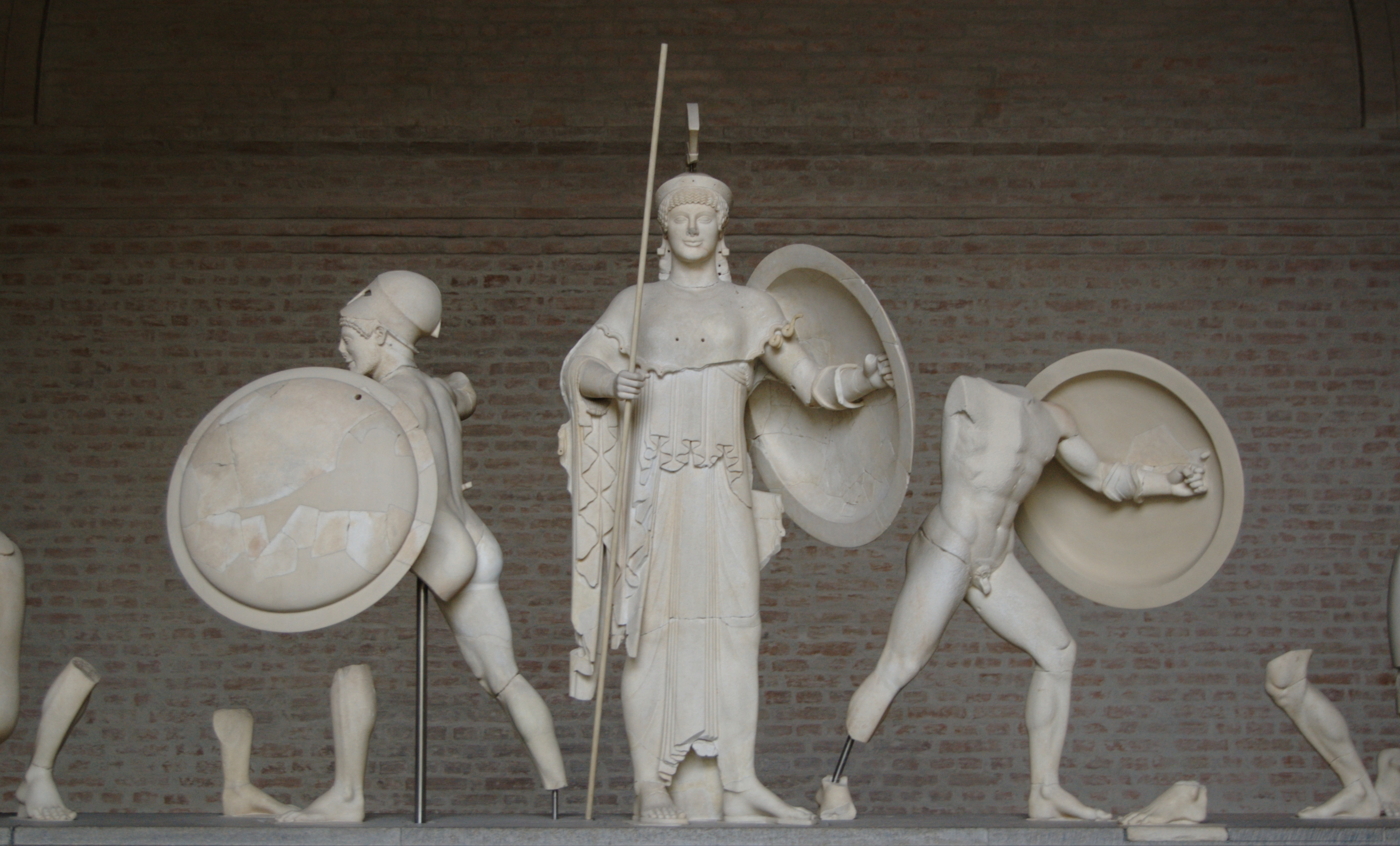
Detail van de Aphaia-tempel (Egina of Aegina)

De belangrijkste werken uit die periode zijn de vroeg-Griekse jongelingsbeelden, zoals de Münchener Kouros (Jonge man uit Attika, ca. 540 v. Chr) en de Apollon van Tenea (Jonge man uit Korinthe, ca. 560 v.Chr.), evenals de Aphaia-tempel (Egina of Aegina): Timpaanfiguren van de Aphaia-tempel van Aegina, ca. 500 v.Chr..

### Klassieke periode(490–323 v.Chr.)
De bekendste beeldhouwwerken zijn: Plastiek van Homerus (460 v.Chr.), het Standbeeld van Diomedes (430 v.Chr.), de Rondanini Medusa (440 v.Chr.), Aphrodite van Knidos (390 v.Chr.), de Stele van Mnesarete (380 v.Chr.), het Standbeeld van Eirene (370 v.Chr.), de Rondanini Alexander (ca. 338 v Chr.) en de knielende jonge man Ilioneus (ca. 320 v.Chr.).

### Hellenistische Periode(323–146 v.Chr.)
Belangrijkste werk uit die periode is de wereldberoemde Barberini Faun (220 v.Chr.). Beroemde Romeinse kopieën van Grieks beeldhouwwerk uit deze periode zijn onder andere: Barberini Apollo, Knaap met gans (ca. 250 v.Chr.) en Dronken oude vrouw (ca. 200 v.Chr.).

### Romeinse beelden (150 v.Chr. - 550 n.Chr.)
Een Romeinse kopie is ook de bronzen Jünglingskopf (ca. begin der jaartelling). De Glyptothek is in het bezit van een rijke collectie Romeinse bustes, waaronder de beroemde plastieken van Gaius Marius en Sulla (ca. 40 v.Chr.), alsmede Augustus (ca. 40 n.Chr.), Nero (65 n.Chr.), Septimius Severus (200 n.Chr.) en zijn gemalin Julia Domna (195 n.Chr.). Een standbeeld met aangegord zwaard heroïseert Domitianus als prins (ca. 75 n.Chr.)

## Galerij

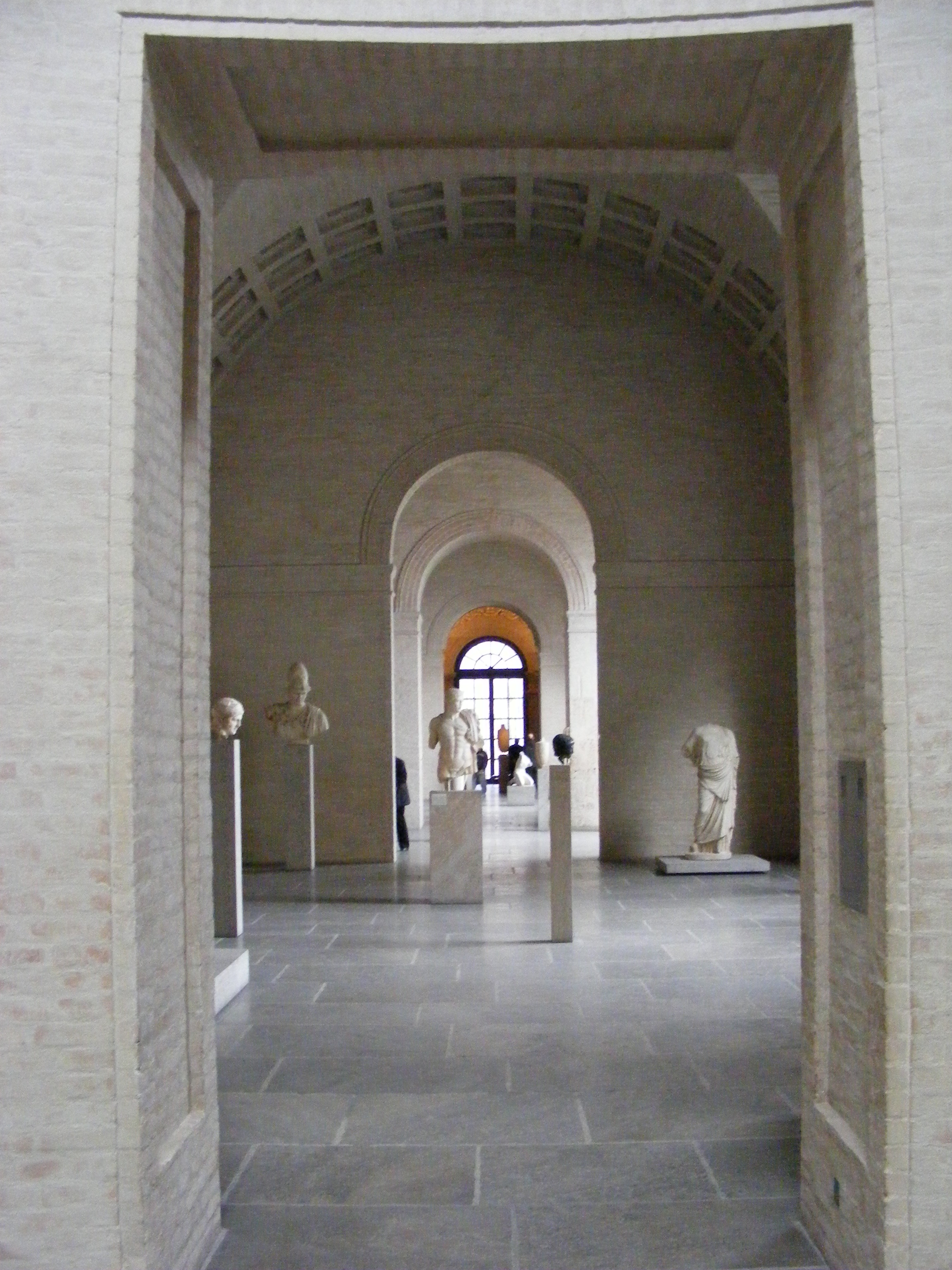
Zalen
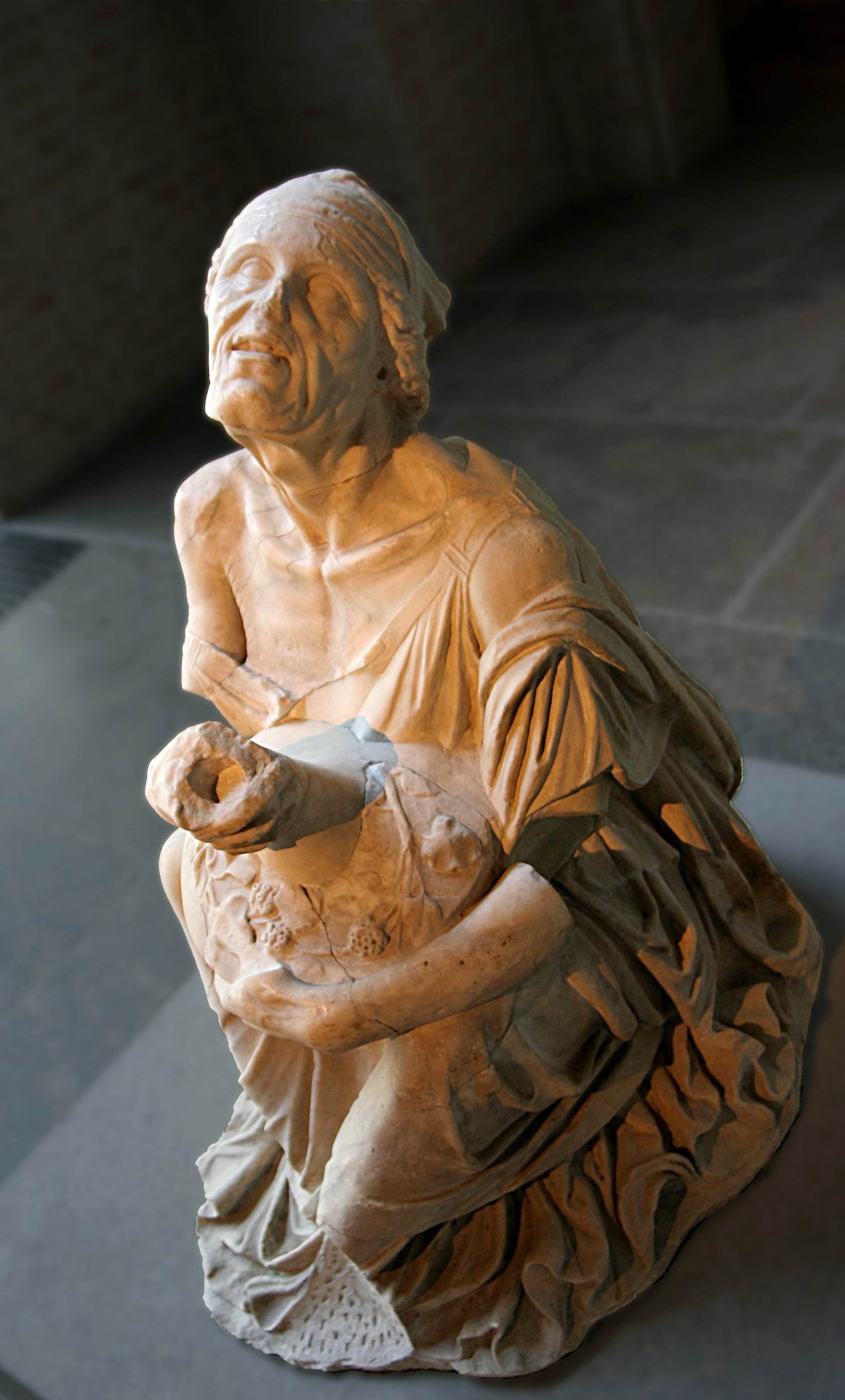
Dronken oude vrouw (200 v.Chr.), Romeinse kopie van een Grieks beeld
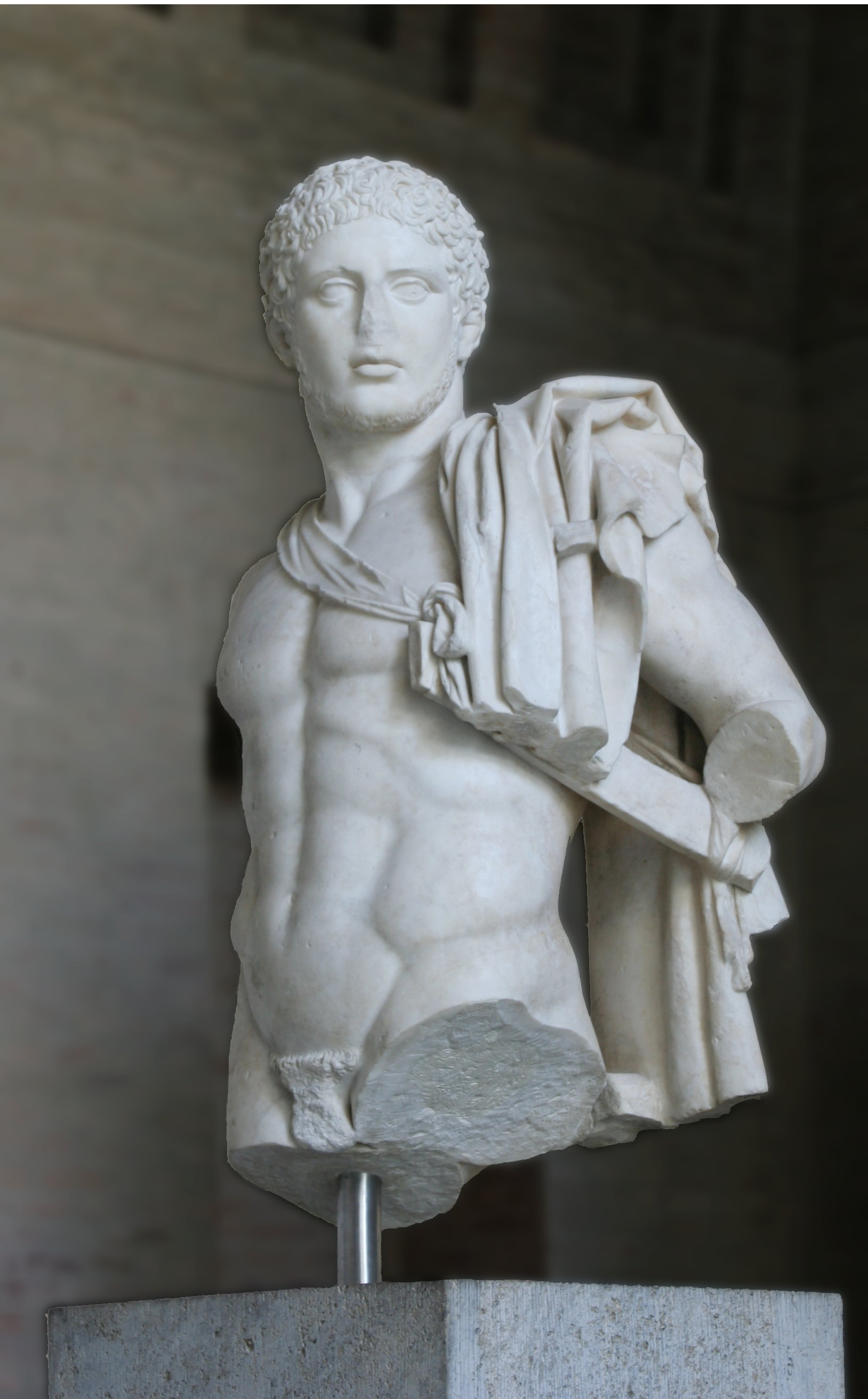
Diomedes (ca. 440–430 v.Chr.), Romeinse kopie van een Grieks origineel
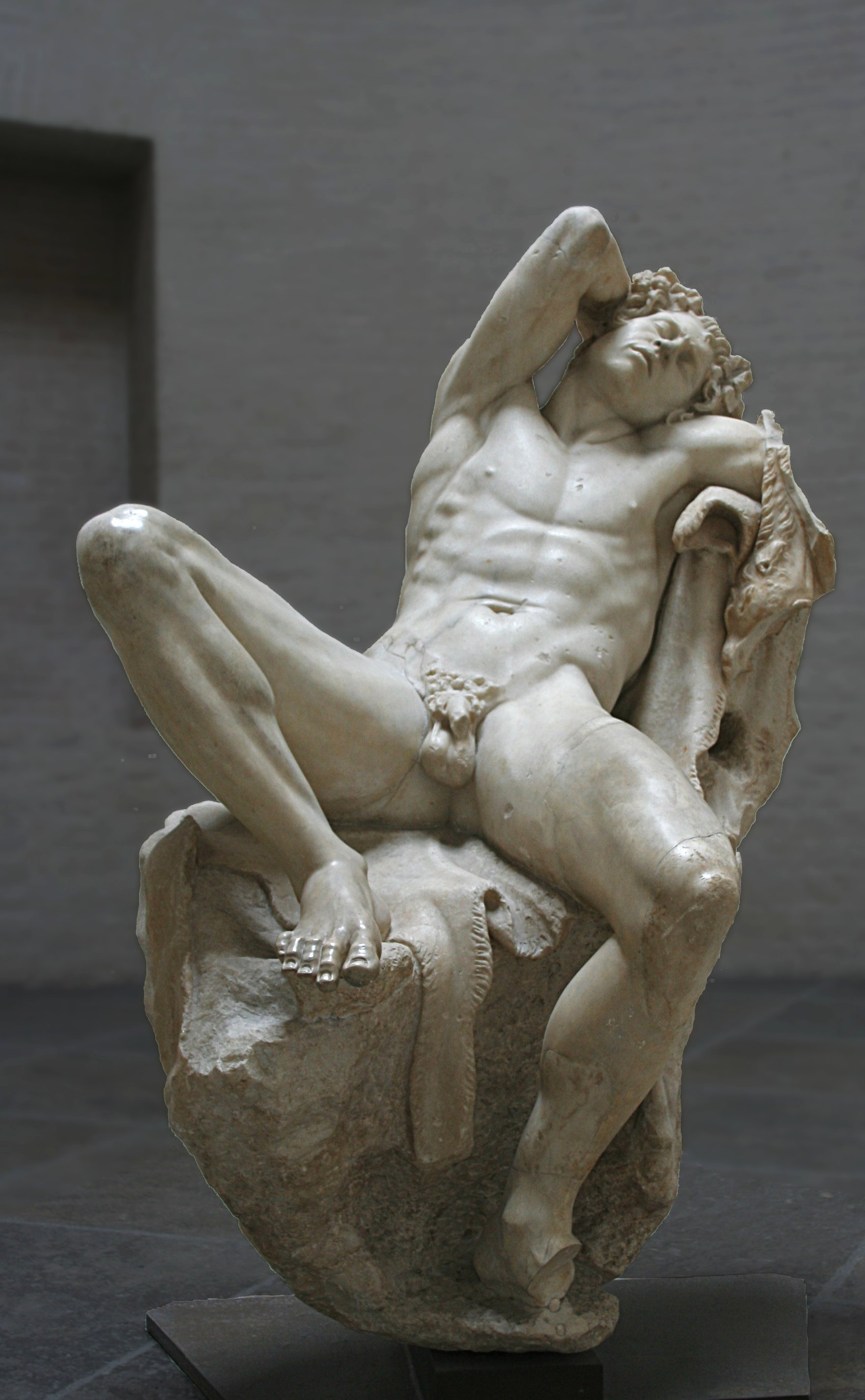
Barberini Faun